# حسين بيهم
الحاج حسين ابن السيد عمر ابن السيد حسين بيهم العيتاني (وكلمة «بيهُم» عامية بيروتية تعني «أبوهم») كاتب وشاعر وسياسي بيروتي من أركان الإصلاح والثقافة. ولد ببيروت عام 1833.

## النشأة
ولد الحاج حسين بيهم سنة 1833م في بيروت. وفي هذه المدينة نشأ وترعرع وسط بيئة عائليّة تتمتع بمكانة اجتماعيّة مرموقة، جمعت إلى جانب الكرم والوجاهة والثروة الماليّة التي اكتسبتها من خلال نشاطها التجاري الناجح. بدأ حياته بمزاولة التجارة مع أبيه وعمومته في محلهم التجاري، ولكن هذه المرحلة من حياته كانت قصيرة إذ أنه ما لبث أن استجاب لما كان يعتلج في نفسه من توق إلى ورود مناهل العلم، والأخذ بأسباب الثقافة، ففعل ما كان يفعله نظراؤه من تجار زمانه الذين لم تكن همومهم التجاريّة لتمنعهم من حضور مجالس العلماء في بيوتهم أو الاشتراك في حلقات التدريس التي كان هؤلاء العلماء يعقدونها حول أسطوانات مساجد البلد، لا سيما في الجامع العمري الكبير.

## التعليم
العلوم التي حضرها الحاج حسين بيهم على يد الشيخين عبد الله خالد ومحمد الحوت، هي: تفسير القرآن الكريم والحديث الشريف، والفقه وأصول الدين الإسلامي، وقرأ على الشيخ محمد الحوت كتبه التي ألفها وهي التالية:
1. أسنى المطالب في أحاديث مختلفة المراتب.
2. حسن الأثر فيما فيه ضعف واختلاف من حديث وخبر وأثر.
3. الدرة الوضيَّة في توحيد رب البرية.

وبالإضافة إلى هذه العلوم التي يغلب عليها الطابع الديني، فإنه نزع إلى الفنون الأدبيّة وعلوم اللغة ونظم الشعر. وكان الحاج حسين بيهم واحداً من إثنين ولدت الجمعية العلمية السورية على يديهما، والثاني هو الأمير محمد أمين أرسلان. وكلاهما من أهل السنة والجماعة في بيروت. وكان الأمير الأرسلاني أول رئيس لها، والحاج حسين تولى رئاستها في سنة 1896م واحد مؤسسي جمعية المقاصد الإسلامية.

## المسيرة المهنيَّة
إن انتماء الحاج حسين بيهم إلى عائلة مرموقة، والمكانة الشخصيّة التي كونها لنفسه عن طريق أعماله التجاريّة، والسمعة الأدبيّة التي حصّلها في ميدان الثقافة والعلم، كل ذلك جعل الدولة العُثمانيّة توليه ثقتها وتكلفه بمهمات إداريّة وقضائيّة عليا. وفي سنة 1848م أصدر الباب العالي، فرماناً بتقسيم البلاد السورية إلى وحدتين إداريتين مرتبطتين مباشرة بالإدارة المركزيّة في إستنبول وأطلقت على كل واحدة منهما اسم «إيالة» وهما إيالة دمشق وإيالة صيدا، على أن التقسيمات في كلتا الإيالتين لم تستقر تماماً إلا في سنة 1856م. وجعلت الدولة في كل إيالة مجلساً أعلى لإدارتها والعناية بشؤونها وتأمين مرافقها العامة. ولما كان العثمانيون يعتمدون في إدارة البلاد التابعة لهم على أهل الحيثيات الاجتماعيّة في قومهم، للإفادة من نفوذهم الأدبي في استقرار الأمن وحسن تصريف الأعمال في مناطقهم، فإنها اختارت الحاج حسين بيهم ليكون عضواً في مجلس إيالة صيدا الكبير، ثم إنها في فترة لاحقة عينته فيما كان يُسمى آنذاك، قومسيون فوق العادة، وهو أعلى هيئة قضائيّة في حينه داخل الإيالة وأحكامه تستأنف في إستنبول عند الضرورة، وبعد ذلك عُيّن في محكمة استئناف التجارة.
في سنة 1876م أعلن السلطان عبد الحميد الثاني القانون الأساسي، أي الدستور، وهو الذي وضعه السلطان بإلحاح من الصدر الأعظم مدحت باشا، الملقب بأبي الدستور، وبموجب هذا الدستور أجريت على الأثر في بلاد المملكة العُثمانيّة انتخابات نيابيّة لاختيار أعضاء المجلس النيابي العُثماني الذي كان آنذاك يُسمى مجلس المبعوثان وكان النائب فيه يُسمى مبعوث، فاختار البيروتيون الحاج حسين بيهم مبعوثاً لهم في هذا المجلس الذي عقد أول جلسة له في 19 آذار سنة 1877م داخل قاعة الاستقبال الكبرى في قصر طولمة باغجة بإستنبول.
إلاّ أن عُمر مجلس المبعوثان لم يكن طويلاً إذ أن السلطان عبد الحميد ما لبث أن أصدر في 14 شباط سنة 1878م إرادة سنية بحلّ هذا المجلس وأمر بتعليق الدستور الذي أعلنه قبل سنتين، فعاد إلى موطنه بيروت، وقرر اعتزال الوظائف الإداريّة والابتعاد عن معترك الحياة السياسيّة مؤثراً الانقطاع إلى خدمة أمته وبلده في المجالات الاجتماعيّة، وفي هذه الأثناء كانت له مآثر تذكر وتشكر ومنها الاشتراك مع الشيخ عبد القادر القبّاني وغيره من أفاضل المسلمين في بيروت في تأسيس جمعية المقاصد الخيريّة الإسلاميّة.
في 24 كانون الثاني سنة 1881م أغمض الحاج حسين بيهم عينيه لآخر مرة، ففقدت الآداب أحد أركانها في بيروت التي حملت الحاج حسين بيهم العيتاني في حياته إلى ما هو أهل له في المناصب الإداريّة والمكانة الأدبيّة حملته عند وفاته في مشهد حافل لم تشهد هذه المدينة مثيلاً له من قبل، ودُفن جثمانه في ضريح والده عمر بن حسين بيهم في جبانة السنطيّة الواقعة بالقرب من البحر شمالي بيروت.